# Pozzomaggiore
Pozzomaggiore (Putumajore in sardo, Puttumaggiore nella variante locale) è un comune italiano di 2 303 abitanti della città metropolitana di Sassari, nella regione del Logudoro e nella sub-regione storica del Meilogu in Sardegna. Dista 54 km da Alghero e 57 km da Sassari. Fa parte della diocesi di Alghero-Bosa.

## Geografia fisica

### Territorio
Il territorio pozzomaggiorese (400 m. circa s.l.m.) si estende per una superficie di 79,52 km², quasi totalmente ad uso agrario e forestale. Il territorio di Pozzomaggiore è una zona vulcanica, sequenza di bassi altopiani e colline, senza molte zone di roccia affiorante. La vegetazione dominante è la macchia bassa, a volte arricchita da sugherete e rari lecci, contorti dal maestrale, molto insistente nella zona.

### Geomorfologia
Le formazioni geologiche dell'area sono costituite prevalentemente da trachiti e tufi trachitici, a volte accompagnati da andesiti e basalti.
La zona è compresa nella cosiddetta fossa sarda ovvero in un'area a nord del massiccio del Montiferru, caratterizzata da un'innumerevole serie di apparati lavici, scoriacei o misti di età varie. Il paesaggio è sostanzialmente collinoso,  con colline ed alture a forma conica smussata sulla cima, piuttosto brulle e di variabile rocciosità. Si tratta di alture tra i 300 e 600 metri. I rilievi più importanti sono raccolti nel Planu de Murtas: monte Rughe (m.665), monte Domo (m.649), monte Tinzosu (m.642), monte Figulada (m.599), monte Serra Madadu (m.588).
Altri rilievi sparsi nel territorio di Pozzomaggiore sono monte Almurata (m.519), monte Oe (m.509) e il monte San Pietro (m.489) che circondano l'abitato, Sa Pala de sa Rocca (m.489), monte Tileppere (m.449), più altri rilievi più modesti.
Le aree pianeggianti, dette sos paris, caratterizzano il territorio; le più rilevanti sono il pianoro basaltico di Sos Paris de Su Monte - Sea - Sa Pischina (da includere nel più vasto Altopiano di Campeda) e la distesa basaltica di Cae - Mura Uppulos che si prolunga nelle campagne di Padria in località  Su Padru e Sassedu.

### Idrologia
L'idrologia del territorio è piuttosto semplice, essendo rappresentata da alcuni corsi d'acqua a carattere torrentizio.
Innanzi tutto bisogna citare il riu Mele che scorreva nel centro abitato e oggi non più visibile. Questo ruscello sorge in località "S'Ena", nei pressi del cimitero, e in passato lambiva gli antichi rioni di "Bighinza" e "Funtana". A seguito di una serie di opere di bonifica e raccolta delle acque, eseguite negli anni '20 del secolo scorso, il tratto urbano è stato incanalato nella rete fognaria e ricoperto sino alla periferia del paese, in località "Badde". 
Per il resto occorre dire che il territorio di Pozzomaggiore, nel suo complesso, ricade nel bacino imbrifrero del fiume Temo, di cui il rio Mannu (o rio Badu Crabolu) è un importante affluente.
Rio Mannu costituisce il confine naturale tra i territori di Pozzomaggiore e quelli di Sindia, Suni e Bosa, tra il Ponte Oinu ed il monte Su Padru.
Affluente del Mannu è il rio Puntigia (che, a seconda dei tratti, prende anche i nomi di riu Cumone o riu de S'Olia), che nasce in territorio bonorvese ed ha per secoli marcato il confine della Baronia di Pozzomaggiore, dalla località Ponte sino all'affluenza nel rio Mannu, in località Monte Su Padru.
Affluenti del Pontigia sono il rio Alchennero e il rio Badde Cumone, segnanti i confini con Cossoine e Semestene, oltre al riu Cannas, il riu Cannas de Cheggia, il riu Calvonalza, nonché alcuni rigagnoli (chiamati trainos) che scendono dal monte San Pietro.
Il rio Siminari (o riu Orta Sa Ide) è un altro immissario del rio Mannu, lungo circa 5 km, che nasce fra le zone Mulinalza e Sas Costas, attraversando le regioni di Badu Pienalzesu e Simanari fino a congiungersi al riu Puntigia in località S'Orta Sa Ide. Il riu Simanari a sua volta riceve le acque del riu Pischina Niedda, del Trainu Calarighes e del Trainu Monte Murale.
Il riu Baddedda, che nasce in regione Su Demaniu (Cossoine), scorre a settentrione dell'abitato e marca i confini tra Bonuighinu e monte Fromma, per poi successivamente, presso Modeggiu gettarsi nel Temo.
Più a sud si trova il riu Oes (o riu Mulinu), che nasce alle falde di Cossoine e, passando per la regione Tuscanu, si congiunge al Temo. Viene arricchito dalle acque del riu Mele (o riu Badde), che nasce all'interno del paese.
Il Trainu Catteddu nasce in regione Padru, scorrendo a nord del paese per poi confluire nel riu Mele presso la grotta chiamata Sa Rocca Boida.
Il Trainu Donna Adriana (o rio Lalvos) scorre più a nord, entrando in territorio di Mara e confluendo nel riu Tuscanu.
Altri rigagnoli di poco sviluppo dal Planu de Murtas si gettano nel rio Mannu: rio Cannarza, rio S'Adde Museddu, rio S'Adde Contra, rio Badde Arrozza, rio Sa Frissa, rio Monte Scoba, riu Badu 'e Mela, riu Sa Puliga, riu Trebetta.
Negli anni quaranta del XX secolo venne bonificata una palude chiamata Pischina Ena Emulu.
Durante l'inverno nei piani basaltici di Sos Paris de Su Monte appaiono altri acquitrini.
Sempre negli anni quaranta, grazie ad un piccolo sbarramento, fu realizzato un invaso per usi irrigui.

#### Grotte
Secondo Alberto La Marmora il nome Pozzomaggiore trae origine dal fatto che l'abitato giaccia in quella che molto probabilmente fu una grande bocca eruttiva.
Così egli scrive nella sua opera Voyage en Sardaigne nel 1857:
Le manifestazioni carsiche del territorio pozzomaggiorese sono modeste, oltre che poco conosciute e valorizzate.
La grotta più interessante, nella quale sono state rinvenute ceramiche di epoca micenea, è quella chiamata Su Guanu, nella valle del Rio Badde. Sempre nella medesima valle si trova la modesta grotta di Badde, oltre che quella chiamata Sa Rocca Boida, una cavità tranciata sulla strada per Mara.
La grotta detta Tuvu 'e Mare (da non confondere con l'omonima grotta nei pressi di Bonu Ighinu) si trova davanti alle domus de janas di Cannas de Cheggia. Un'altra piccola grotta si trova nella regione Cannas. Altre grotte sono S'Abbasantera  e Androliga, per altro già ricordata in epoca medioevale come ispelunca de Andronice.

### Clima
Il clima è temperato, caratterizzato da inverni miti ed estati calde. La ventilazione viene poco impedita dai modesti rilievi che circondano il paese. In autunno e inverno le piogge sono poco frequenti, la neve non cade tutti gli anni durando al massimo pochi giorni sui rilievi maggiori.

## Storia

### Età prenuragica
La regione del Meilogu, che comprende Pozzomaggiore ed il suo territorio, fu abitata da popolazioni sedentarie sin dal neolitico. Di questo periodo (3500-2800 a.C. circa) sono le caratteristiche architetture sepolcrali erette dai protosardi come i menhir in località S'Olta 'e Sa Ide e Nuraghe Nuraghessu, attorno ai quali dovevano svolgersi rituali religiosi.
Nel territorio pozzomaggiorese è possibile pure incontrare due dolmen presso il nuraghe Mandra Isolzas e presso la località Mura 'e Lizos.
Le domos de janas invece sono da datare al Neolitico recente; alcuni di questi complessi ipogeici si riscontrano nel Planu de Murtas come il più importante in località S'Olta 'e Sa Ide, oltre a quelle in località Pischina Niedda e Lizzeri, Pisaneddu, Cannas de Cheggia (queste ultime probabilmente utilizzate in epoca alto medievale come chiesa).

### Età nuragica
La zona era molto ricca di insediamenti ed attività umane durante il periodo nuragico (1800-1000 a.C. circa) come testimoniano i numerosi nuraghi presenti, ben 40 nel territorio di Pozzomaggiore uniti ai 38 e 17 rispettivamente dei territori delle vicine Padria e Mara. A questo periodo risalgono anche le tombe dei giganti. Tuttavia il nuraghe rimane l'architettura più importante e caratteristica del periodo. Purtroppo nonostante l'abbondanza di siti presenti sul territorio non è ancora stato eseguito nessuno studio approfondito. Nei pressi dell'abitato si possono trovare i nuraghi Cae, Ruggiu ed Alvu.

### Età romana
Dell'età romana, sul rio Mannu al confine col territorio di Sindia, rimangono i resti del Ponte Oinu e dell'antica strada,  costruiti per collegare i territori dell'altopiano di Campeda con il villaggio di Gurulis Vetus, corrispondente all'odierna Padria.

### Medioevo
Nel medioevo il paese appartenne, col nome di Pothumaiore, al giudicato di Torres, e fece parte della curatoria di Caputabbas. Ebbe una posizione di primo piano in epoca medievale soprattutto per la penetrazione dei monaci (chiesa di San Nicola di Trullas) e per la presenza della famiglia degli Athen, legata ai giudici del Logudoro, che ebbe una grande influenza nelle vicende del giudicato.
Alla caduta del giudicato (1259) passò sotto il dominio della famiglia genovese dei Doria e fu protetto dal castello di Bonvehì. Alla successiva conquista aragonese, intorno al 1350, il territorio formò una baronia che nel secolo XVI divenne feudo degli Amat di San Filippo, ai quali fu riscattato nel 1839 con la soppressione del sistema feudale.

### Età moderna e contemporanea
Nel 1795, con i moti rivoluzionari sardi promossi da Giovanni Maria Angioy contro i feudatari, Pozzomaggiore ebbe parte attiva schierandosi contro il potere dei signori feudali.

## Monumenti e luoghi d'interesse

### Architetture religiose

#### Chiesa di San Giorgio Martire
La chiesa San Giorgio Martire, dedicata a San Giorgio (Santu Giolzi), è in stile tardo gotico, risalente al XVI secolo.
L'edificio corrisponde a modelli gotico-catalani, a navata unica suddivisa in cinque campate, di cui la prima sovrastata dalla cantoria, con archi a sesto acuto su pilastri poligonali. Le volte sono a crociera costolonata e gemmata, con cappelle tra contrafforti voltate a botte.
La facciata, in conci dorati di arenaria ha contrafforti diagonali che formano con il piano del prospetto al quale si raccordano con due volute, una sorta di quinta, scenograficamente messa in risalto dalla più tarda scalinata, che evidenzia l'originario dislivello. Sotto la cornice orizzontale, ornata da un tralcio di vite, si sviluppa un intreccio di archetti inflessi. 
Al culmine si colloca la statua del santo con la spada sguainata, in pietra candida che contrasta con lo scuro drago trachitico ai suoi piedi. 
Il portale, con sottili semicolonne fra pinnacoli è privo di architrave mentre questo, deteriorato, è scolpito con arcatelle inflesse, rievoca quello gotico del San Pietro di Bosa.

#### Chiesa di San Costantino
La chiesa di San Costantino (Santu Antine, XX secolo), in stile liberty neo-romanico/bizantino, è dedicata a Costantino il Grande, imperatore romano venerato come santo localmente in Sardegna, Tirolo, Sud Italia e Toscana e universalmente dalla chiesa cristiana ortodossa. L'edificio è stato costruito negli anni 1920-'23 a seguito di un voto dei reduci della prima guerra mondiale. Ad essa sono legati il culto di San Costantino e l'Ardia che si corre durante le sagre del 6-7 luglio e del 31 agosto-1º settembre.

#### Chiesa di Santa Maria delle Grazie
La chiesa di Santa Maria delle Grazie (Santa Maria de sas Grascias in sardo) è una chiesa campestre che sorge poco distante dal centro abitato al lato nord ovest, caratterizzata da elementi in stile gotico aragonese quali il portale che si apre dal lato nord. Può, grazie a delle decorazioni rinascimentali essere datata al XVI secolo, anche se quasi sicuramente successiva alle chiese di Sant'Anna di Alghero e della Madonna della Speranza di Poglina nei pressi di Alghero. Viene citata col nome attuale sul finire del XVIII secolo ed ha subito un quasi totale restauro nel 1980.
Nell'anno 2005 nei pressi della chiesa è stata collocata una statua raffigurante la Vergine col Bambino.

#### Altre chiese
- Chiesa di Santa Croce (XII secolo)
- Chiesa di Sant'Antonio Abate detta il Convento (XVII secolo)
- Chiesa campestre di Santa Barbara (XV secolo)
- Chiesa di San Pietro (XV secolo, ricostruita XX secolo)

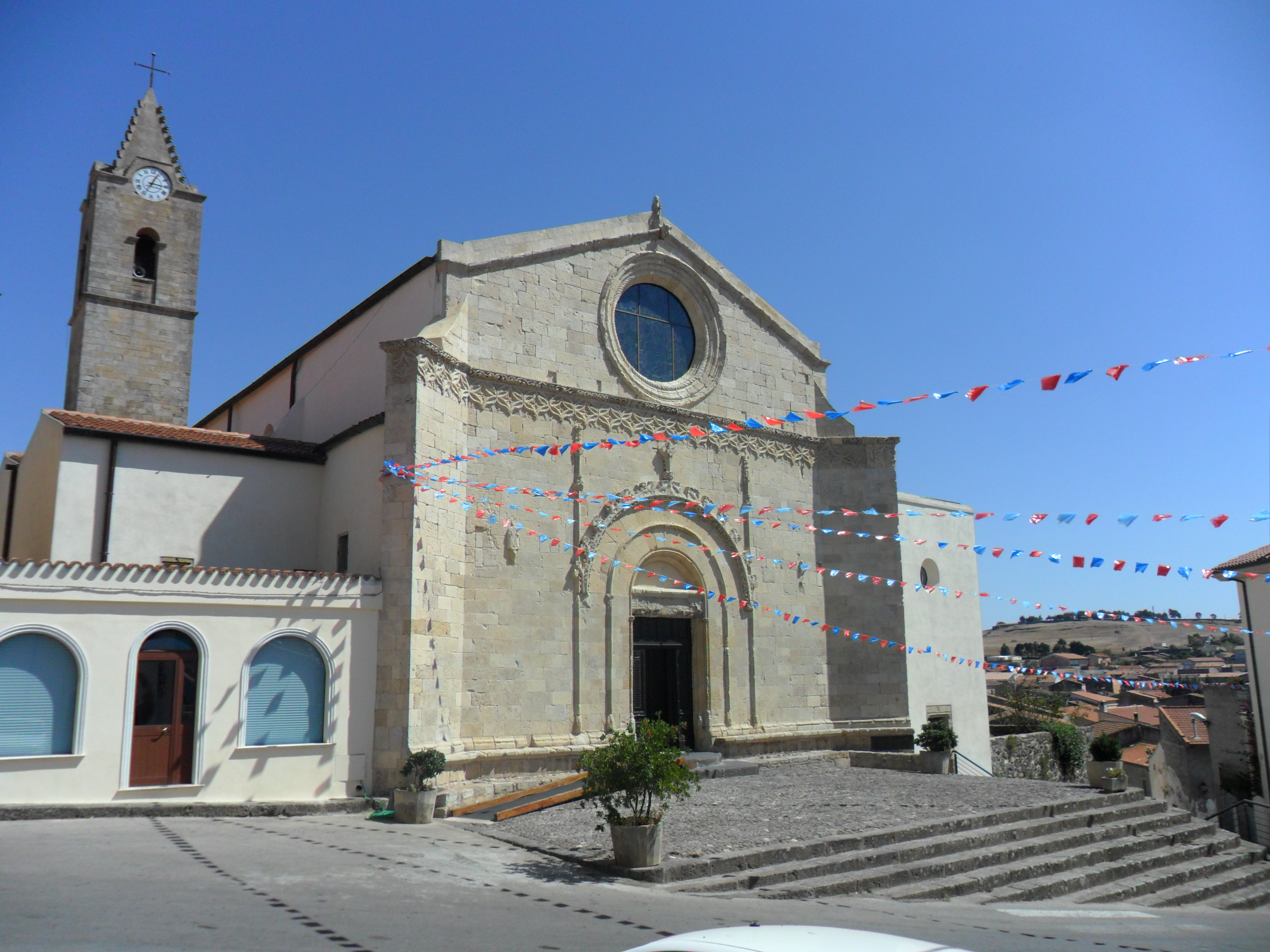
La chiesa parrocchiale di San Giorgio Martire.
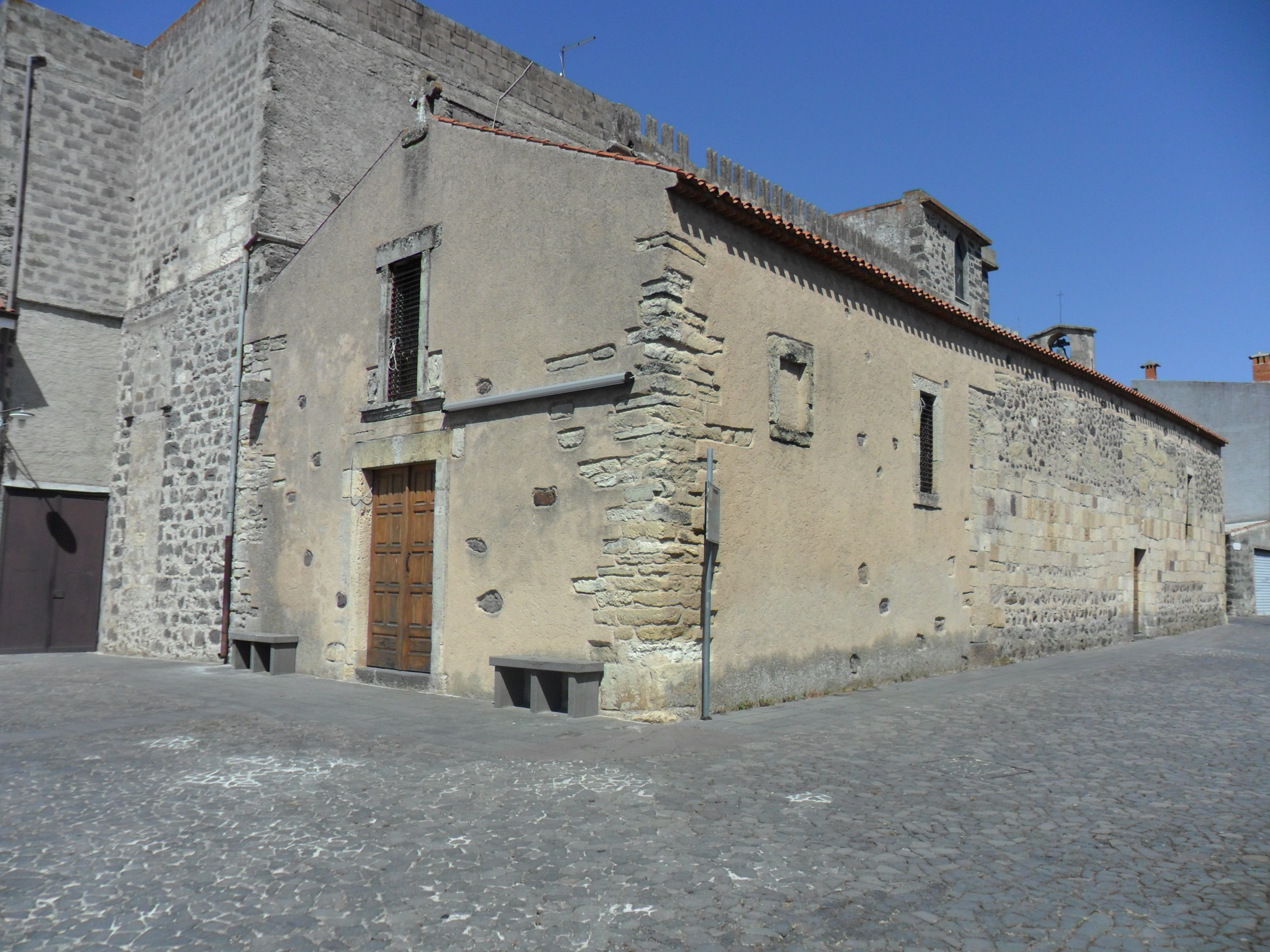
La chiesa romanica di Santa Croce con sullo sfondo parte del complesso architettonico di Santa Croce.
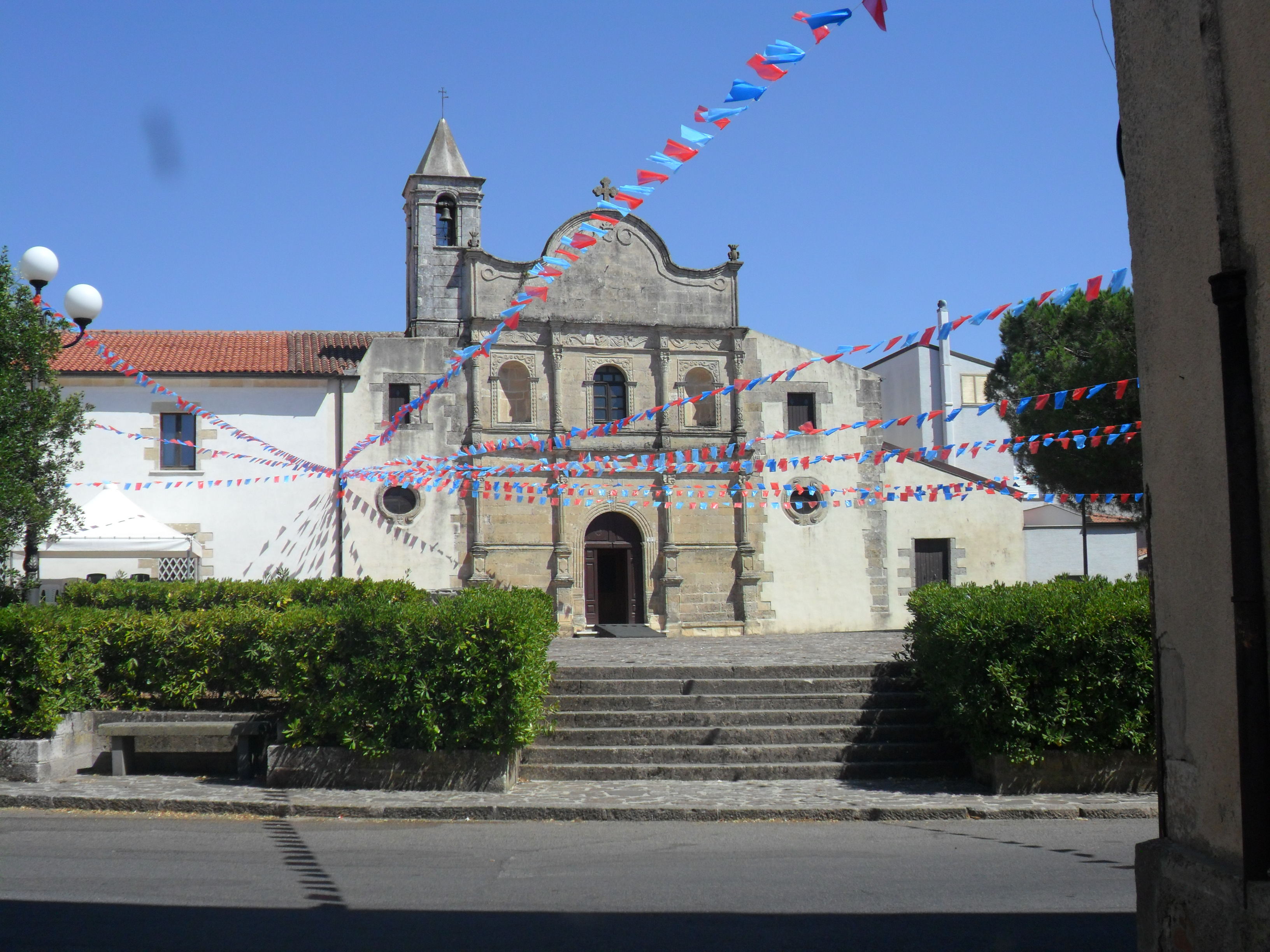
La chiesa di Sant'Antonio Abate, nota come Convento.
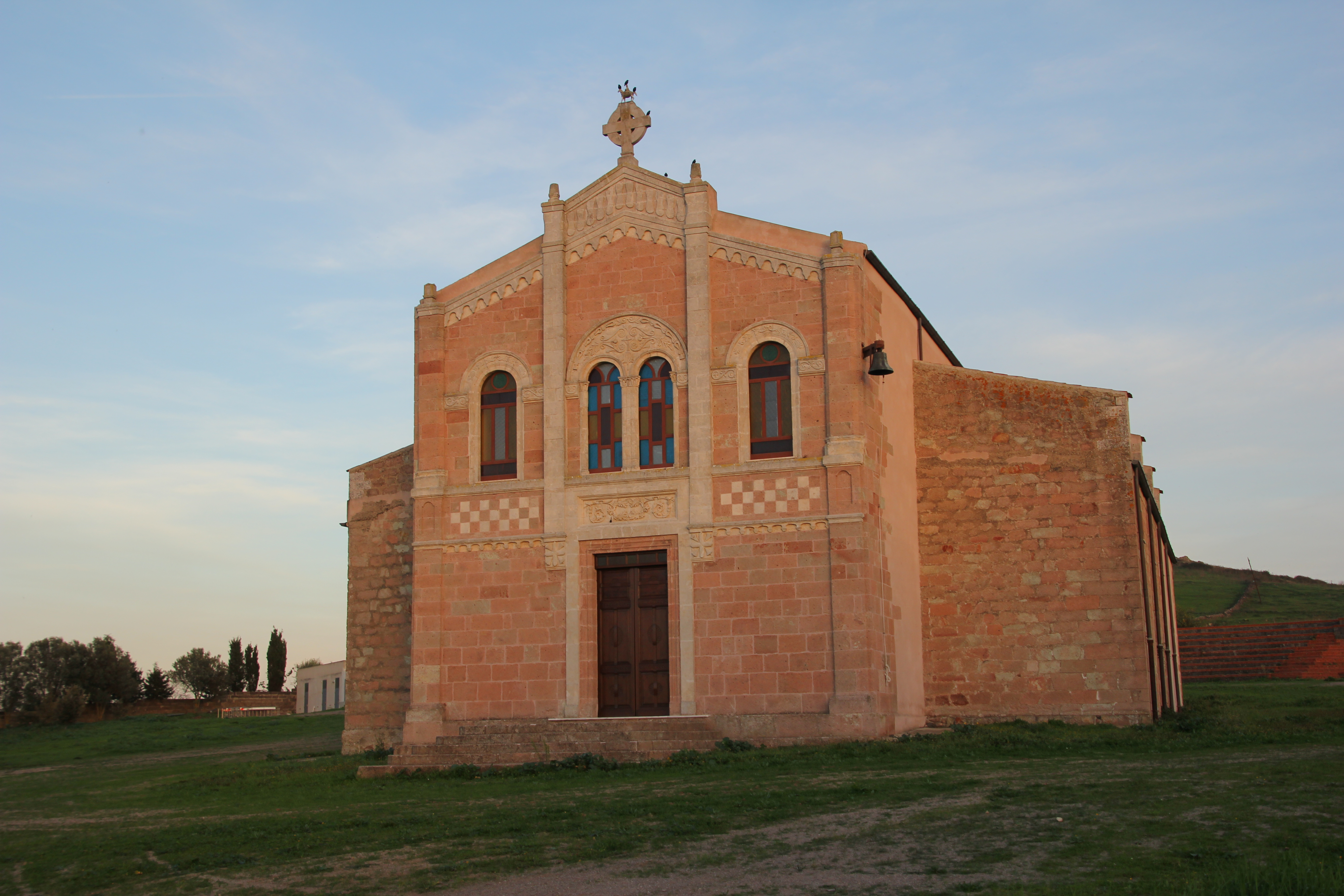
La chiesa di San Costantino, attorno alla quale ha luogo l'Ardia.
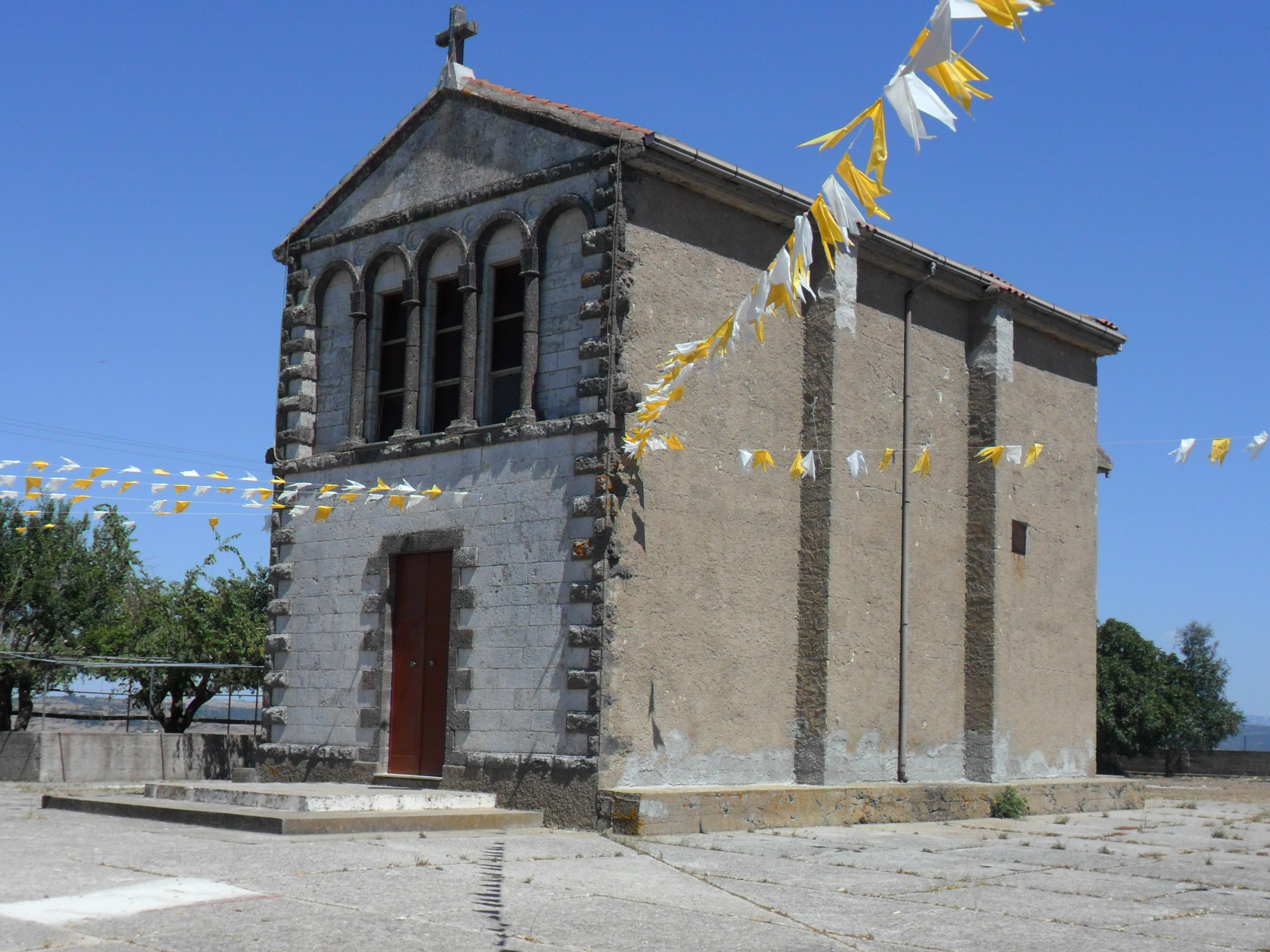
La chiesa campestre di San Pietro.
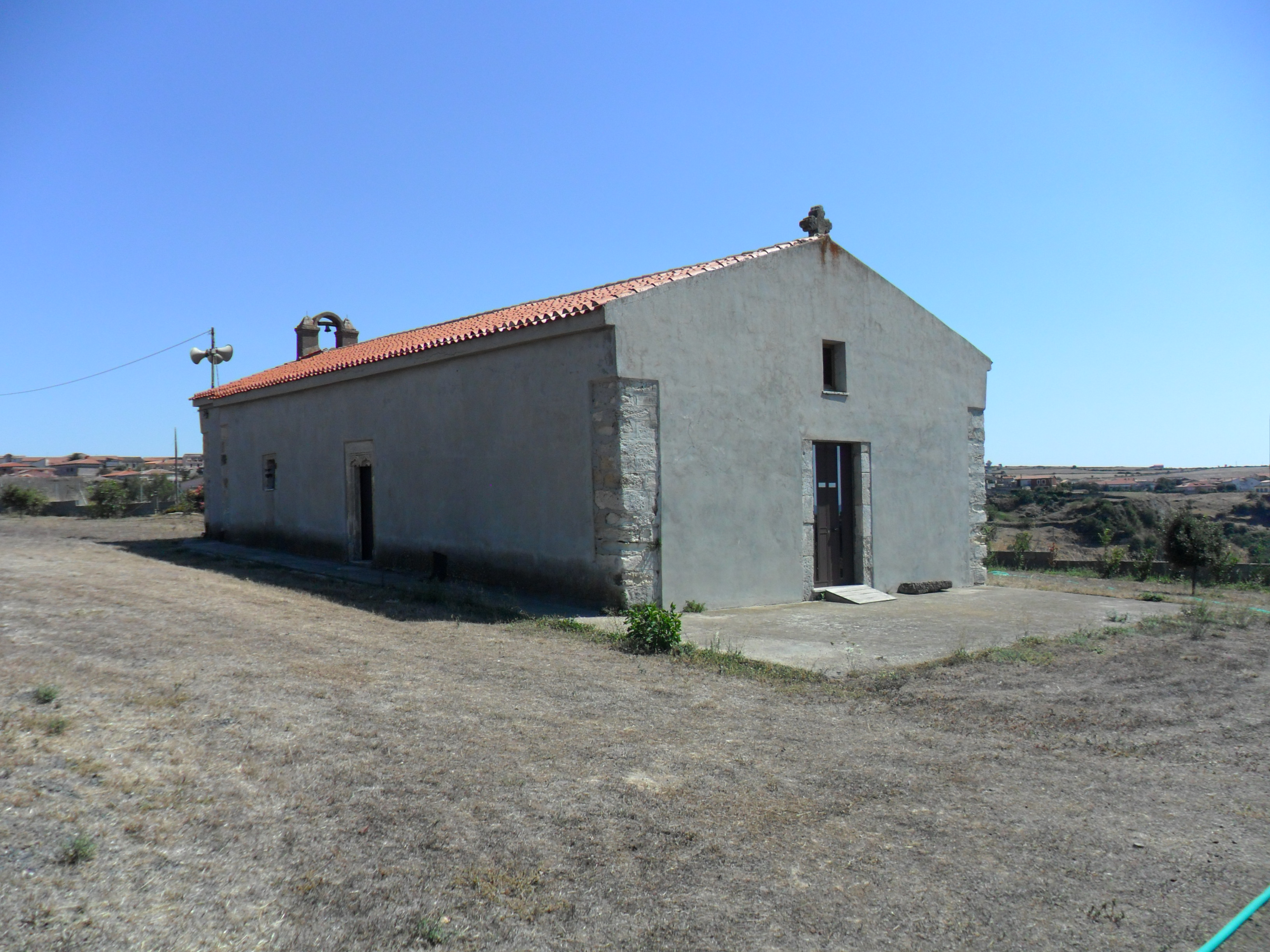
La chiesa campestre di Santa Maria delle Grazie, con elementi gotico aragonesi[4].

### Architetture civili
- Palazzo Signorile in via Pinna Parpaglia, casa di Pietro Pinna Parpaglia

### Altro
- Piazza Maggiore
- Monumento ai Caduti di Guerra in Piazza Maggiore
- Funtana Manna

### Patrimonio archeologico
Il territorio pozzomaggiorese ospita numerosi siti archeologici, tra cui 40 nuraghi, domos de janas e tombe dei giganti.
Numerosi reperti rinvenuti in agro di Pozzomaggiore sono conservati presso il Museo nazionale archeologico ed etnografico G. A. Sanna a Sassari, oltre che presso il Museo civico archeologico di Padria. Non tutti i nuraghi sono facili da raggiungere in quanto alcuni di essi sono situati presso terreni privati.

#### Nuraghi
- Alvu
- Cae
- Carchinarzu
- Coarittus
- Frattu
- Giolzi
- Margarida
- Ruggiu
- Tomaso
- Tres Coronas
- Punta 'e Turre
- Ala
- Assidu (o Nurgassi o Muracassidu)
- Badu 'e Mela
- Bassu
- Mandra Isolzas
- Mazzao
- Mura 'e Lizos (o Cannalza)
- Nuragatta
- Olia
- Rosu
- Santu Migalli
- Su Siddau
- Traba 'e Jana
- Turres
- Accas (o Taccas o Tacasi)
- Enas
- Figos
- Peidru (o Preidru)

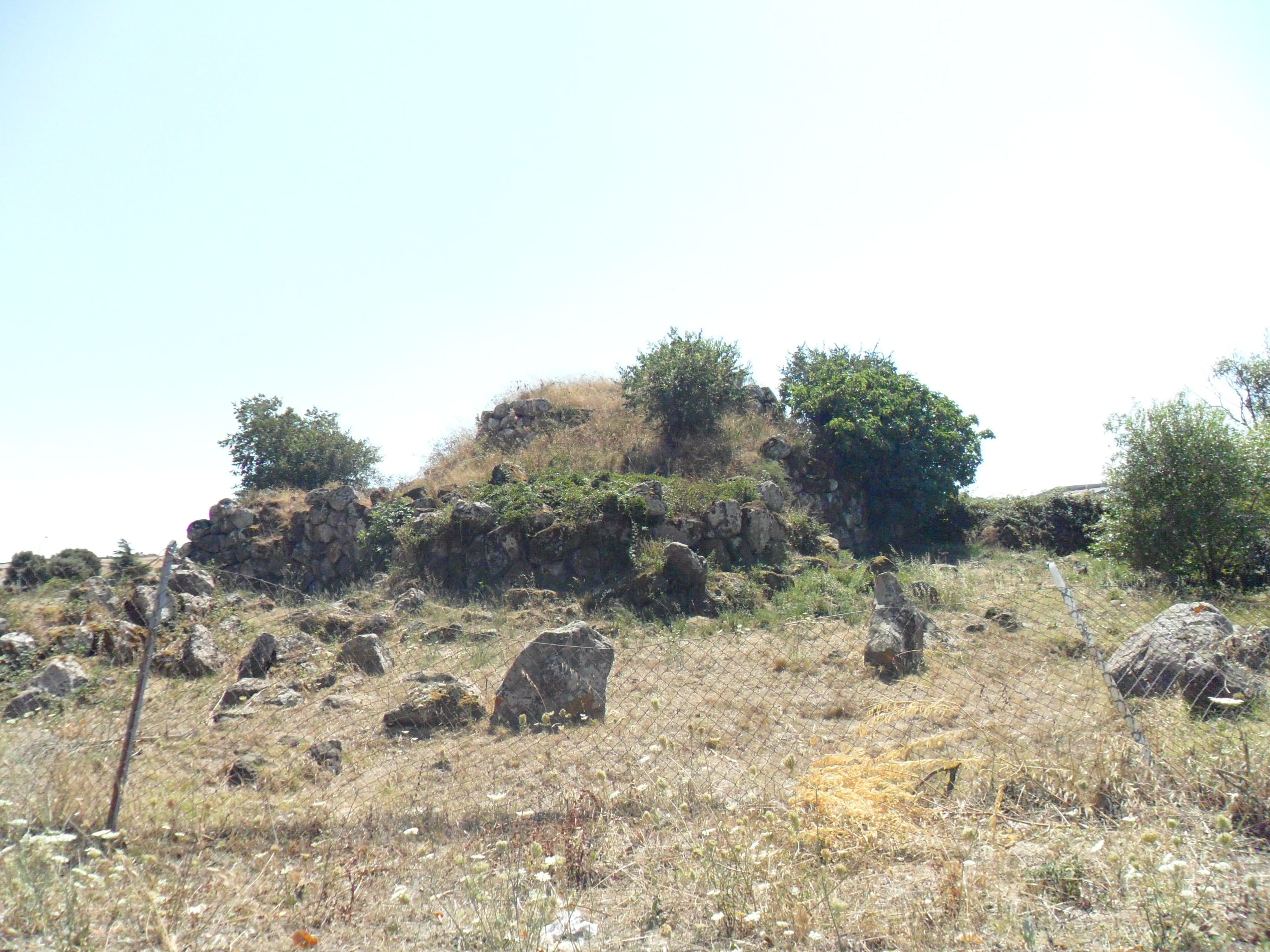
Nuraghe Cae, alla periferia dell'abitato.

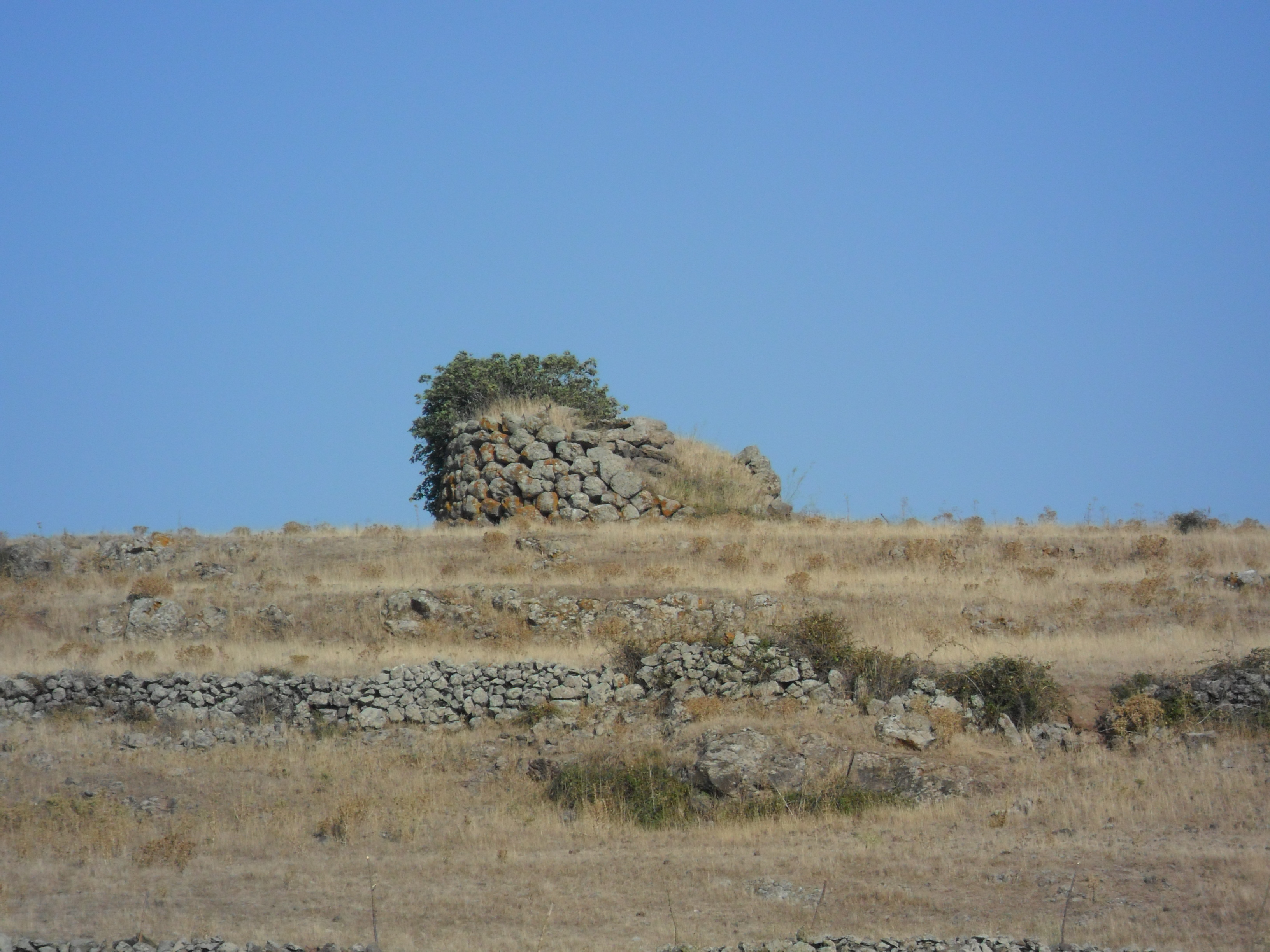
Nuraghe Ruggiu.

- Funtana Sinnadolcu (o Sinnadorgiu o Scala De Ozzastru)
- Pedru Barra
- Funtana Sansa (o Bararito)
- Aladerru
- Pascialzu
- Pedra Dagunnu (presso Montigiu Su Tronu)
- Rosa
- Basones
- Frissa
- Petradde (o Pedra De Badde)

#### Domus de janas
Sebbene non eguaglino il numero dei nuraghi, nel territorio sono presenti, raggruppate in alcune zone, diverse domus de janas (lett. "case delle fate").
Sei si possono trovare, scavate nella roccia calcarea, in località Cannas de Cheggia, costituiti da una singola celletta quadrata e ben lavorata; la loro forma circolare rende difficoltoso entrarvi.
Altre si trovano in zona Pischina Niedda, di struttura più elaborata ma sempre con entrata circolare.
In località Lizzeri (nei pressi di Pischina Niedda) è possibile trovare un'altra domo de janas costituita da una singola celletta. Sei sono scavate nella stessa roccia e a cella singola (eccetto una a cella doppia) e ad apertura circolare intercomunicanti sono in località Baragagna; in località Pisaneddu sono invece scavate diverse cavità nella roccia alta, ad una delle quali si arriva tramite una specie di gradinata, contenente un pozzo.

#### Tombe dei giganti
Tre tombe dei giganti si possono notare in località Quarittus; la centrale è profonda un metro circa e lunga 4 m. Il pavimento è costituito da pietre lisce e levigate mentre i lati sono lastroni di pietra addossati l'uno all'altro; il portello, costituito delle medesime pietre lisce del fondo è stato tolto in un tentativo di esplorazione dai contadini della zona diversi decenni fa, i quali raccontano di aver rinvenuto all'interno delle ossa. Le due laterali, uguali l'una all'altra sono state ricoperte con terriccio. Queste tre tombe si trovano in un rialzo del terreno della Tanca sas Animas, nome evocativo che raccoglie gli echi delle antiche funzioni sepolcrali della zona, a 200 metri dal nuraghe Alvu.
In un angolo di un tancato, nella stessa zona a poca distanza dal nuragh'Alvu, si trova un'altra tomba dello stesso tipo lunga circa 8 m, coperta per mezzo di lastre di pietra; a breve distanza da quest'ultima se ne trovano altre due, adiacenti, quasi totalmente ricoperte di terriccio.

#### Architetture romane
- Ponte Oinu ponte romano III secolo d.C. Sul Rio Mannu, al confine tra Pozzomaggiore Sindia e Semestene.

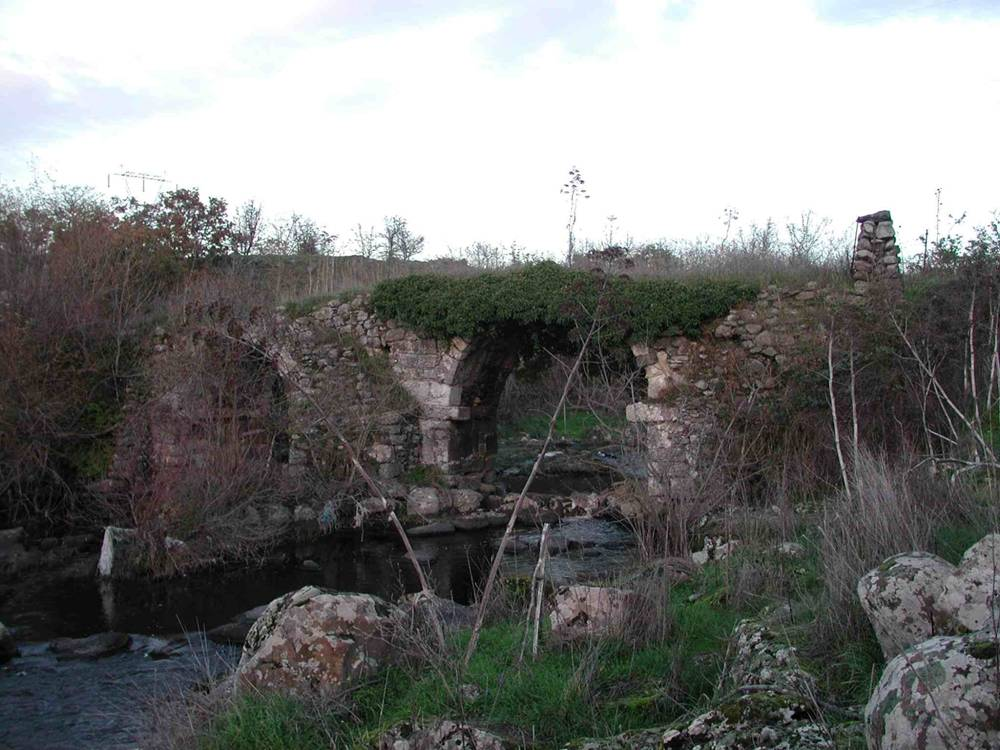
Ponte Oinu

## Società

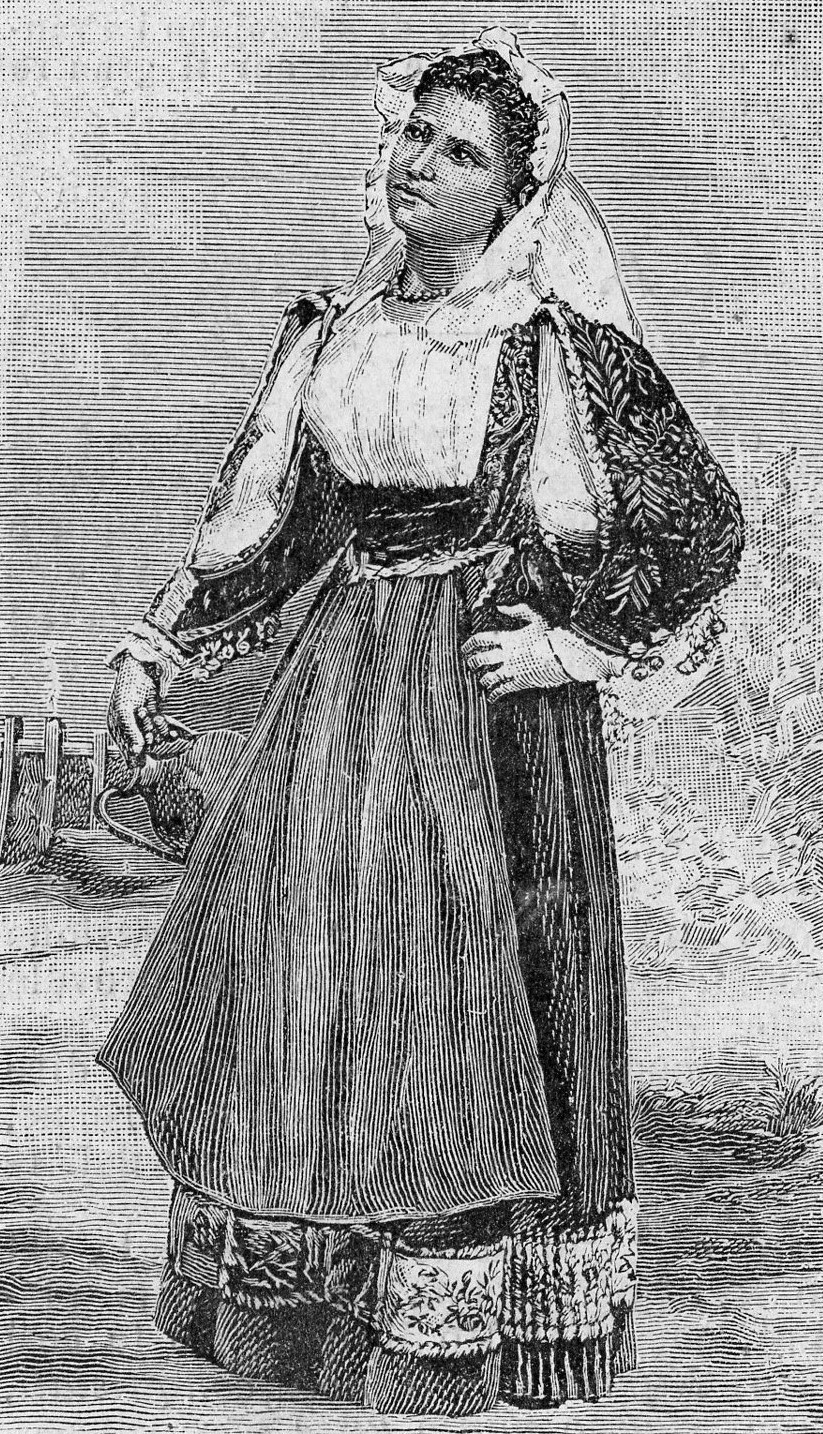
Abito tradizionale femminile (xilografia 1901)

### Evoluzione demografica
Abitanti censiti

### Etnie e minoranze straniere
Secondo i dati ISTAT al 31 dicembre 2009 la popolazione straniera residente era di 61 persone.
Le nazionalità maggiormente rappresentate in base alla loro percentuale sul totale della popolazione residente erano:
- Marocco 35 (1,27%)

### Lingua e dialetti
A Pozzomaggiore viene parlato il logudorese, variante settentrionale della lingua sarda.

## Cultura
(Detto popolare pozzomaggiorese)

### Istruzione

#### Biblioteche
Nel comune è presente la Biblioteca comunale prof. P. Castagna in via Mercato.

#### Scuole
Nel paese sono presenti l'Istituto Comprensivo Statale Nico Pinna Parpaglia (comprendente scuola materna, elementare, media inferiore, con succursali a Cossoine, Mara, Padria),
e un Liceo scientifico (a partire dal 1971 sezione staccata del Liceo Scientifico Enrico Fermi di Alghero; dal settembre del 2000 sezione associata dell'Istituto di Istruzione Superiore G. Musinu di Thiesi; dal 2012 accorpato all’Istituto di Istruzione Superiore “Antonio Segni” di Ozieri).

#### Musei
- Museo del Cavallo  - Pozzomaggiore è molto legato alla cultura del cavallo, animale spesso protagonista nelle feste popolari del paese. Il Museo del Cavallo ospita numerosi attrezzi legati alla cura dell'animale e al lavoro, oltre che i costumi utilizzati dai cavalieri durante le diverse ardie. Ha sede presso l'ex convento in piazza Convento.
- Casa Museo di Edvige Carboni - La casa restaurata della beata Edvige Carboni, originaria del paese.

### Musica
In paese ha sede ed è attivo il coro di Pozzomaggiore, che si esibisce periodicamente in brani della tradizione musicale sarda; inoltre nel 2010 è stata istituita l'Associazione Culturale "Cuncordu Planu de Murtas" con l'intento di valorizzare la lingua e le tradizioni locali, promuovendo la ricerca di antichi testi e rielaborandone nuovi mediante l'armonizzazione a Cuncordu.

### Cucina

#### Piatti tipici
- Sa colditta (cordula o treccia): piatto a base di interiora d'agnello.
- Fae a landinu (fave bollite)
- Favata
- Gioga a rebisale (lumache con solo sale)
- Pane 'uddiu (pane bollito con carne di pecora)
- Trattaliu (frattaglie di pecora, maiale o capretto)
- Culunzones de regottu (ravioli di ricotta)
- Sas laddittas (gnocchi di pasta di pane)

#### Pane tradizionale
Sino agli ultimi decenni del XX secolo a Pozzomaggiore, come nella maggior parte delle realtà rurali sarde, era consuetudine preparare il pane destinato al consumo familiare tra le mura domestiche, e proprio per questo che si sono sviluppati nel paese diversi tipi di pane tradizionale, a volte vere e proprie creazioni artistiche, che possono essere raggruppati come segue:
- tipi principali di larga produzione ed uso quotidiano: Ammodde, Ammifaches, Tzichi russu.
- tipi secondari di prodotti in quantità minore, spesso usati in alternativa ai primi: Tzichi ladu, Fresa, Crabolu.
- tipi eccezionali a carattere cerimoniale: Iscaddas, Panecanu, Coconelda, Su pane de sos isposos, Sa Cogone 'e s'ou.
- Altri tipi.

Ammodde: S'Ammodde è di forma circolare, con al centro un cocuzzolo. Viene utilizzato per preparare il pane 'uddiu secondo la tradizione pozzomaggiorese.
Ammifaches: Tipo di pane anch'esso a forma circolare, ma con un foro al centro.
Crabolu: Letteralmente daino (in sardo crabolu), molto simile allo tzichi ma differente nella forma, data da due fogli di pasta ripiegati l'uno sull'altro che terminano alle estremità con due grossi cornetti, somiglianti a quelli di un daino.

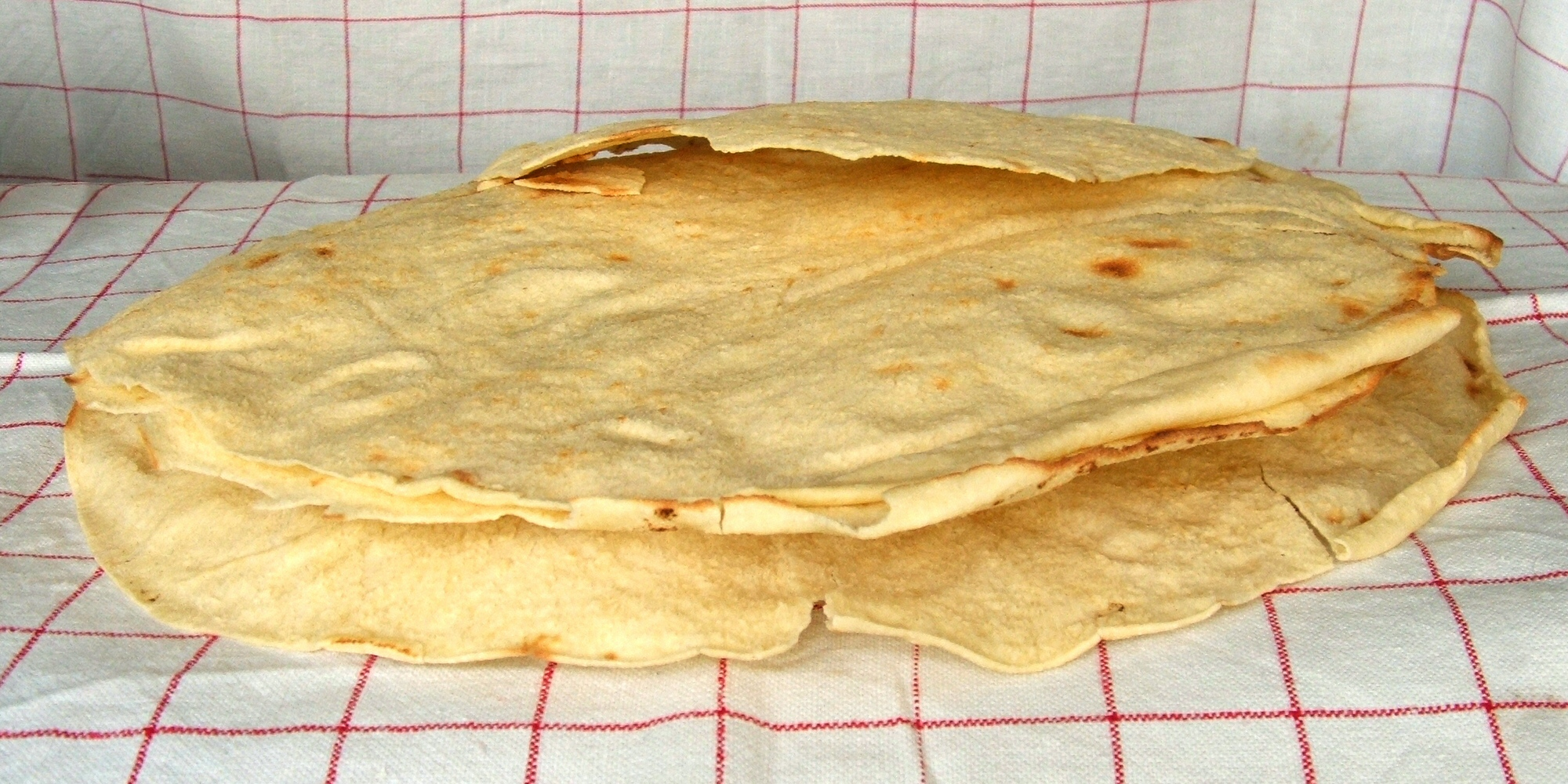
Sa fresa, chiamata anche pane carasau.

Fresa: Sa Fresa è una schiacciata molto sottile che dopo una prima infornata viene divisa in due strati e rimessa nel forno. Veniva conservato in pile dentro un panno. Ha la caratteristica di rimanere inalterato a lungo, e proprio per questo motivo veniva preparata soprattutto per quei lavoratori, come i pastori, costretti a stare lontani dall'abitato in campagna anche per settimane. Nel nuorese questo particolare tipo di pane è detto pane carasau o Carta da Musica, nomi con il quale è noto anche al di fuori dell'isola.
Tzichi Ladu: Si tratta di una spianata rotonda decorata nel mezzo da intagli fatti con coltello, preparata anche in occasione di feste familiari.
Iscaddas: Somiglianti per la forma a Su Tzichi Ladu. Quando il panenon ha ancora completato la cottura viene tolto dal forno con un forchettone di ferro (s'ispidu), viene poi bagnato con acqua calda e tenuto per qualche minuto davanti alla bocca del forno, dove precedentemente è stata ammucchiata della brace (fadija), in modo tale da formare delle bollicine superficiali decorative. Alternativamente veniva decorato con timbri di legno intagliati (marcas) e bagnato per la lucidatura finale.
Panecanu: Trattasi di una grossa focaccia di cruschello.
Cogonelda o Cogone 'e 'elda (focaccia di ciccioli): Più che un pane si tratta di un dolce, di forma ovaleggiante e schiacciata. Nell'impasto vengono aggiunte l'uva passa e sas beldas, cioè i ciccioli, pezzi di grasso suino sfruttati e avanzati dalla preparazione dello strutto.
Viene cotta al forno, preferibilmente a legna, e la superficie cosparsa ancora calda con abbondante zucchero di barbabietola.
Su pane e sos isposos: Letteralmente il pane degli sposi, modellato a ghirlanda ed intrecciato in vari modi, con aggiunta di fiori ed uccellini intagliati a coltello. Si conserva diversi anni come ricordo.
Sa cogone 'e s'ou: Prima di venire sostituito dalla colomba pasquale, veniva fatto nel periodo di Pasqua; si tratta di uno tziki russu con in mezzo un uovo sodo. La pasta veniva intagliata a coltello.
Inoltre
Su Pane 'e trimuriscu: Preparato con farina di granturco e grano.
Vi sono anche altri tipi minori, molti dei quali in disuso, come sa palzida, s'iscala (per Pasqua), sa cogone entu (focaccina utilizzata per provare il forno), sa columba, sa corona 'e Santu Antine, sa corona (per Pasqua),  sa corroncia (il pane dei morti), sa costedda, sa rosa, sa rughe (per Pasqua), sas tittas, su chivalzu.

#### Dolci tradizionali
Tra i dolci tradizionali si trovano: asolu turradu cun saba, casadinas (formaggelle), cogonese de regottu, giulminos (bianchini), piricchittos, pabassinos 'e ammodde, pabassinos, tiricas, amarettos.

### Eventi

#### La sagra di San Costantino
Il 6-7 luglio e il 31 agosto-1º settembre si celebra la Sagra di San Costantino, nel contesto della quale si svolge l'Ardia.

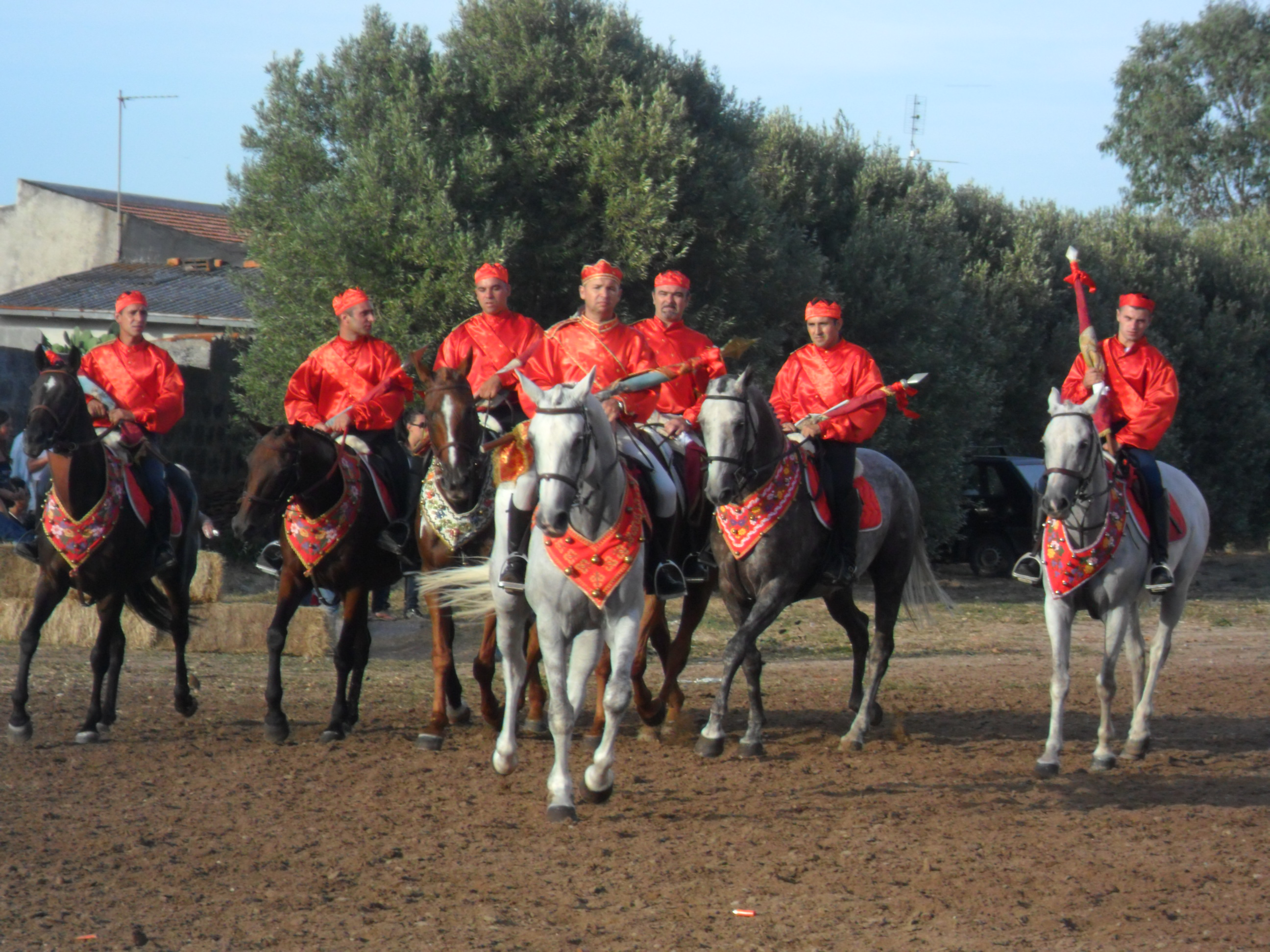
Cavalieri durante l'ardia di San Costantino.

L'Ardia è la rievocazione della Battaglia di Ponte Milvio vinta nel 312 dall'imperatore romano Costantino I contro l'usurpatore Massenzio e simboleggia sostanzialmente la lotta del Cristianesimo contro il Paganesimo. È rappresentata da numerosi cavalieri e un ruolo preminente spetta al il primo di essi (denominato «caddu 'e punta») vestito con camicia rossa, corona e montante un cavallo di colore rigorosamente bianco. Questo cavaliere personifica l'Imperatore e ha il compito di aprire la corsa a pariglie sulla via Grande sino al sagrato della chiesa, protetto da una scorta («sas iscortas») e seguito dal resto del gruppo di cavalieri. Giunti tutti al sagrato, i cavalieri compiono a passo di carica tre giri intorno alla chiesa in senso antiorario, sostano di fronte al santuario in atto di devozione al santo e poi, tra il crepitio della fucileria, si lanciano nuovamente in altri tre giri in senso orario. In questa corsa mai e in nessuna occasione i cavalieri possono superare «su caddu 'e punta».
Durante l'intervallo, tra la prima e la seconda fase dell'Ardia, si tiene una solenne processione, in cui vengono portate per le vie del paese le statue del santo, di sant'Elena (sua madre) e di san Silvestro.

#### Cantos in carrela
Nel mese di settembre ha luogo la manifestazione Cantos in carrela (canti in strada); si tratta di una festa itinerante durante la quale il Coro di Pozzomaggiore, assieme ad associazioni folkloristiche provenienti da altri paesi, si esibisce in canti tradizionali sardi, accompagnati talvolta da strumenti musicali tradizionali, fino a tarda sera seguendo un percorso lungo i rioni del paese. La festa si conclude con un rinfresco in piazza.

## Geografia antropica

### Suddivisioni storiche

#### I rioni storici pozzomaggioresi

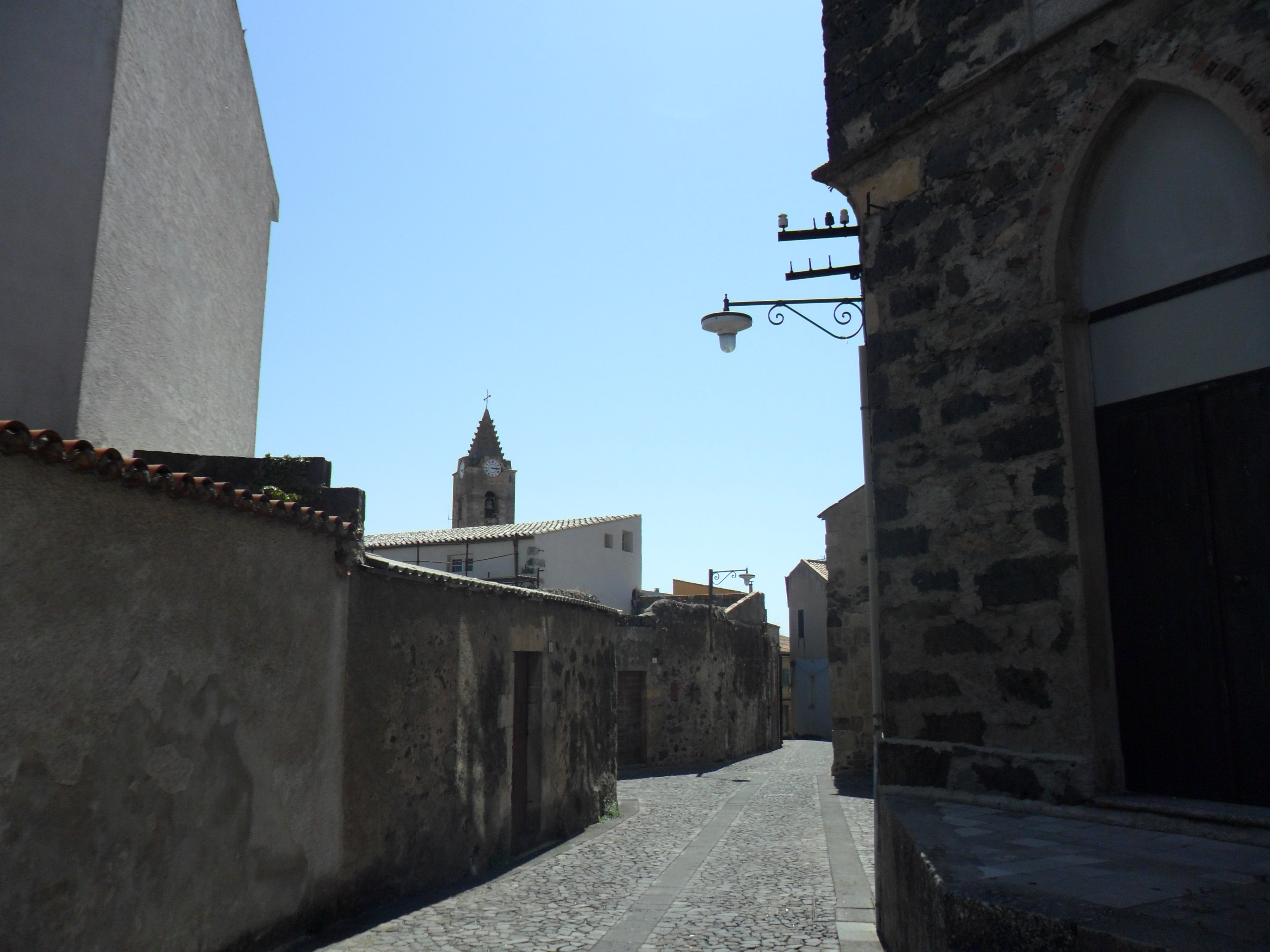
Una via del centro storico con in sfondo il campanile della Chiesa parrocchiale.

- Palattu
- Sa Punta (o Sa Punta 'e Frida)
- Santa Maria
- Piatta 'e sa Sala
- Sos Ulumos
- Quartieri Etzu
- Funtanedda
- Mandras
- Sa Murighessa
- Punta 'e Turre
- Piatta 'e Cheggia
- Su Zimitoriu
- Mesu de Bidda
- Su Trivotzu
- S'Ena
- Piatta Mastru Bachis
- Cunventu
- Piatta Mazore
- Su Furraghe
- Bighinza
- Funtana
- S'Iscalone de Funtana
- Riu Mele
- Su Campu
- Sa Prammutza
- Sa Costa
- Sa Posta

## Infrastrutture e trasporti

### Strade
- Strada statale 292 Nord Occidentale Sarda, che conduce alla Strada statale 131 Carlo Felice, la principale arteria stradale sarda che dista circa 10 km da Pozzomaggiore.

### Ferrovie
La stazione ferroviaria più vicina a Pozzomaggiore è quella di Bonorva, distante circa 12 km.

## Amministrazione
| Periodo         | Periodo         | Primo cittadino  | Partito                                | Carica  | Note   |
| --------------- | --------------- | ---------------- | -------------------------------------- | ------- | ------ |
| 23 aprile 1995  | 16 aprile 2000  | Giovanni Tanda   | PPI                                    | Sindaco | [ 9 ]  |
| 16 aprile 2000  | 8 maggio 2005   | Sandro Fara      | lista civica "Tre Spighe"              | Sindaco | [ 10 ] |
| 8 maggio 2005   | 30 maggio 2010  | Tonino Pischedda | lista civica                           | Sindaco | [ 11 ] |
| 30 maggio 2010  | 31 maggio 2015  | Tonino Pischedda | lista civica "Paridade Pro Tottu"      | Sindaco | [ 12 ] |
| 31 maggio 2015  | 26 ottobre 2020 | Mariano Soro     | lista civica "Nuove Idee... In Comune" | Sindaco | [ 13 ] |
| 26 ottobre 2020 | in carica       | Mariano Soro     | lista civica "Nuove idee in comune"    | Sindaco | [ 14 ] |

## Sport

### Calcio
La squadra di calcio, l'A.S.D. Pozzomaggiore 1964 nata nel 1964, milita nella stagione 2024/25 nel girone C sardo di 1ª Categoria. I colori sociali della squadra sono il rosso ed il blu.
Il campo casalingo è il Campo Donna Luisa Meloni.

### Impianti sportivi
- Campo sportivo di Pozzomaggiore, il campo casalingo e sede degli allenamenti dell'A.S.D. Pozzomaggiore.
- Piscina comunale di Pozzomaggiore.
- Ippodromo Eugenio Unali.